# Карл Ангерштайн
Карл Ангерштайн (нім. Karl Angerstein; 4 грудня 1890, Мюльгаузен — 20 вересня 1985, Мюнхен) — німецький офіцер, генерал-лейтенант люфтваффе. Кавалер Лицарського хреста Залізного хреста.

## Біографія
25 вересня 1911 року поступив на службу у 87-й піхотний полк. У червні-серпні 1914 року пройшов льотну підготовку в 3-му авіазагоні. Учасник Першої світової війни. 2 листопада 1914 року важко поранений, після одужання служив в 52-му і 23-му польових авіазагонах. 10 червня 1916 року знову важко поранений. З 3 жовтня 1917 року командир 18-ї бомбардувальної ескадрильї.
У березні-вересні 1919 року — командир ескадрильї в прикордонній охороні «Північ». 1 жовтня 1919 року поступив на службу в поліцію. З 1 травня 1922 року — командир поліції порядку в Дойч-Айлау, з 1 грудня 1922 року — в Штумі. З 1 травня 1924 року — експерт з повітряного транспорту в поліцай-президії Магдебурга, з 15 жовтня 1924 року — директор служби повітряного спостереження поліції порядку Магдебурга. 1 травня 1933 року призначений Германом Герінгом інспектором прусської повітряної поліції. З 15 жовтня 1934 року — директор авіаційної служби в Мюнхені. 1 липня 1935 року переведений до люфтваффе. З 1 квітня 1937 року — офіцер для особливих доручень при головнокомандувачі люфтваффе, з 1 липня 1937 року — командир групи 155-ї, потім 158-ї (76-ї) бомбардувальної ескадри.
Учасник Польської кампанії. З 3 листопада 1939 року — командир 2-ї групи 77-ї бомбардувальної ескадри. З 9 січня 1940 року — командир 28-ї, з 17 липня 1940 року — 1-ї бомбардувальної ескадри «Гінденбург». Учасник Французької кампанії і боїв на радянсько-німецькому фронті. З 2 березня 1942 року — офіцер для особливих доручень при головнокомандувачі люфтваффе, з 9 липня 1942 року — вищий начальник училищ бомбардувальної і штурмової авіації. 15 червня 1943 року призначений виконувачем обов'язків командира 1-го авіакорпусу, який вів бойові дії в районі Сімферополя. 8 листопада 1943 року переведений в резерв ОКЛ, а 4 лютого 1944 року призначений генералом для особливих доручень у штаб генерала Вальтера фон Унру (ОКВ). 25 жовтня 1944 року відряджений в Імперський військовий суд, з 20 січня 1945 року — суддя. 8 травня 1945 року взятий в полон американськими військами. 30 червня 1947 року звільнений.

## Звання
- Фанен-юнкер (25 вересня 1911)
- Фенріх (22 травня 1912)
- Лейтенант (18 лютого 1913)
- Оберлейтенант (6 червня 1916)
- Оберлейтенант поліції (1 жовтня 1919)
- Гауптман поліції (13 липня 1921)
- Майор поліції (18 грудня 1929)
- Майор (1 липня 1935)
- Оберстлейтенант (1 серпня 1937)
- Оберст (1 лютого 1940)
- Генерал-майор (1 квітня 1941)
- Генерал-лейтенант (1 квітня 1943)

## Нагороди

### Перша світова війна
- Залізний хрест 2-го і 1-го класу
- Нагрудний знак військового пілота (Пруссія)
- Пам'ятний знак пілота (Пруссія)
- Королівський орден дому Гогенцоллернів, лицарський хрест з мечами (17 квітня 1918)
- Нагрудний знак «За поранення» в чорному

### Міжвоєнний період
- Почесний хрест ветерана війни з мечами
- Медаль «За вислугу років у Вермахті» 4-го, 3-го, 2-го і 1-го класу (25 років)
- Нагрудний знак пілота
- Медаль «У пам'ять 1 жовтня 1938»

### Друга світова війна
- Застібка до Залізного хреста 2-го і 1-го класу
- Лицарський хрест Залізного хреста (2 листопада 1940)
- Німецький хрест в золоті (27 липня 1942)
- Комбінований Знак Пілот-Спостерігач в золоті з діамантами
- Авіаційна планка бомбардувальника в золоті
- Двічі відзначений у Вермахтберіхт (19 серпня і 9 жовтня 1943)